# Forever Hooligans
Palmarès
2 fois champion par équipes poids-lourds junior International Wrestling Grand Prix
1 fois champion du monde par équipes de la Ring of Honor
Forever Hooligans est une équipe de catch composée de Alex Koslov et Rocky Romero. Le duo travaille pour la New Japan Pro Wrestling et la Ring of Honor.
Créé en 2012 quand Koslov rejoint la New Japan Pro Wrestling et devient membre du clan Chaos, ils deviennent à deux reprises champions par équipe poids-lourds junior International Wrestling Grand Prix (IWGP). En 2013, ils remportent en plus le championnat du monde par équipes de la Ring of Honor.

## Carrière

### New Japan Pro Wrestling (2012-2015)
Alex Koslov retourne à la New Japan Pro Wrestling le 7 juillet 2012, représentant désormais le groupe Chaos ; en tant que membre de Chaos il est réuni avec son ancien partenaire de l'Asistencia Asesoría y Administración Rocky Romero. Le 22 juillet, ils battent Jushin Liger et Tiger Mask IV, remportant le championnat par équipe poids-lourds junior International Wrestling Grand Prix (IWGP).
Koslov et Romero défendent pour la première fois leur titre avec succès le 26 août à la Sacramento Wrestling Federation (SWF), événement qui a lieu à Gridley, Californie, en battant l'équipe de AJ Kirsch et Alex Shelley. Les Forever Hooligans défendent de nouveau victorieusement leur titre le 8 octobre à king of Pro-Wrestling en battant les Time Splitters, Alex Shelley et Kushida.
Le 21 octobre, Forever Hooligans participe au 2012 Super Jr. Tag Tournament, en battant Jushin Liger et Tiger Mask IV dans leur match de premier tour. Le 2 novembre, Koslov et Romero sont éliminés du tournoi en demi-finale par Apollo 55 (Prince Devitt et Ryusuke Taguchi). Le 11 novembre à Power Struggle, ils perdent les IWGP Junior Heavyweight Tag Team Championship contre les gagnants du 2012 Super Jr. Tag Tournament, Time Splitters, mettant fin à leur règne de 112 jours.
Le 10 février, ils affrontent sans succès Time Splitters pour les IWGP Junior Heavyweight Tag Team Championship. Le 3 mai lors de la Wrestling Dontaku 2013, Koslov et Romero battent Time Splitters et remportent les IWGP Junior Heavyweight Tag Team Championship pour la deuxième fois. Ils défendent pour la première fois leur titre, avec succès, le 22 juin dans un match revanche contre les Time Splitters.Ils se sont impliqués dans la rivalité entre Chaos et Suzukigun, ce qui a conduit à leur deuxième défense du titre avec succès le 20 juillet contre Taichi et Taka Michinoku.ils perdent les IWGP Junior Heavyweight Tag Team Championship a king of Pro-Wrestling contre Taichi et Taka Michinoku.Le 25 octobre, Forever Hooligans participe au 2013 Super Jr. Tag Tournament, en battant Taichi et Taka Michinoku dans leur match de premier tour. Le 6 novembre,Koslov et Romero se qualifient pour la finale du tournoi en battant en demi-finale Bushi & Valiente.ils perdent en finale contre The Young Bucks.

### Ring of Honor
Forever Hooligans font leurs débuts sur la Ring of Honor lors de ROH 11th anniversary Show, où ils sont défaits par The American Wolves (Davey Richards et Eddie Edwards). Le lendemain, ils sont vaincus par reDRagon (Kyle O'Reilly et Bobby Fish)pour les ROH World Tag Team Championship. Le 27 juillet 2013, Koslov et Romero retournent à la ROH et battent reDRagon (Kyle O'Reilly et Bobby Fish), devenant les nouveau ROH World Tag Team Champions.lors de ROH All Star Extravaganza V ils perdent leur titres contre The American Wolves.lors de Death Before Dishonor XI ils battent The American Wolves est conservent leur IWGP Junior Heavyweight Tag Team Championship.

### Pro Wrestling Guerrilla
Le 9 août 2013, pour Forever Hooligans ont fait leurs débuts à la Pro Wrestling Guerrilla (PWG) lors de l'événement tenth anniversary event de la promotion, où ils ont vaincu the RockNES Monsters (Johnny Goodtime & Johnny Yuma).

## Palmarès
- New Japan Pro Wrestling
  - 2 fois IWGP Junior Heavyweight Tag Team Championship

- Ring of Honor
  - 1 fois ROH World Tag Team Championship